# Mafia
Mafia – tajna organizacja przestępcza, nazwa zorganizowanej grupy przestępczej o dużych wpływach, powiązaniach z osobami na różnych szczeblach władzy, policją, biznesem, prowadząca działalność gospodarczą finansowaną z przestępstw; używana przez media nazwa każdej zorganizowanej grupy przestępczej.

## Historia
Nazwa i korzenie pierwszych organizacji pochodzą z Sycylii (wł. La Cosa Nostra „Nasza Sprawa”), skąd wpływy mafii w XIX wieku rozszerzyły się na całe Włochy, aż do najwyższych struktur politycznych i finansowych. Podczas emigracji zarobkowej w XX wieku, silną działalność rozwinęła również w Stanach Zjednoczonych. Dziś organizacje przestępcze działają na całym świecie, głównie w Kolumbii, Boliwii, Rosji, USA i we Włoszech.
Mafia sycylijska powstała podczas hiszpańskiej okupacji Sycylii, jako ruch oporu skierowany przeciw władzom okupanta. Mieszkańcy wyspy, tracąc zaufanie do niesprawiedliwych praw, które wprowadzili hiszpańscy najeźdźcy, zaczęli organizować własny kodeks prawny i grupy zbrojne dla obrony. Niektórzy historycy uważają, że termin mafia pochodzi od sycylijskich rebeliantów, którzy zrzucili w 1282 jarzmo francuskiej okupacji.
Władze państwa włoskiego szybko zapomniały o Sycylii i Sycylijczykach. Gdy zabrakło struktur państwowych, w ich miejsce wkroczyli piccotti. Około 1865 roku określenie „mafia” pojawiło się po raz pierwszy w depeszy określającej ją jako „zajadłe stowarzyszenie przestępcze”.
Pod koniec XIX wieku liczba przestępstw kryminalnych na Sycylii wzrosła do niespotykanych dotąd rozmiarów.
Mafia stała się wówczas pożyteczna dla lokalnych władz: feudalni właściciele ziemscy posługiwali się nią w poskromnieniu krnąbrnych i opornych chłopów. Kościół katolicki widział w mafii swojego sojusznika przy ochronie posiadłości ziemskich.
Żaden sycylijski polityk (w latach 1860–1924) nie mógł liczyć na mandat do włoskiego parlamentu bez aprobaty mafii.

### Etymologia
Istnieje kilka teorii dotyczących pochodzenia słowa „mafia”:
1. Wedle jednej z nich w Poniedziałek Wielkanocny 1282 roku (Nieszpory sycylijskie) doszło do zgwałcenia włoskiej panny młodej w dniu jej ślubu przez francuskiego żołnierza. W odpowiedzi na gwałt, Sycylijczycy, pragnąc pomścić hańbę rodaczki, zaatakowali garnizon francuskich żołnierzy; zginęły tysiące Francuzów; wieść o tym wydarzeniu rozeszła się do kolejnych miasteczek Sycylii, prowokując falę dalszych rozruchów. W języku włoskim ma fia oznacza „moja córka”, co stało się okrzykiem bojowym Sycylijczyków. Ma fia! ma fia! miała ponadto błagalnie krzyczeć matka zgwałconej dziewczyny.
2. Inna teoria głosi jakoby „mafia” pochodziła od pierwszych liter hasła, które towarzyszyło Sycylijczykom podczas niewoli francuskiej, pod rządami dynastii Andegawenów – morte alla Francia Italia anela – „śmierć Francuzom hasłem Włochów”.
3. Mafia pochodzić ma od pewnej czarownicy nazwanej przez inkwizycję Catarina la Licatisa nomata ancor Mafia, czyli (zuchwała, opętana władzą i wyniośle arogancka).
4. Słowo mafia ma pochodzić ze starofrancuskiego maufer – imię boga zła lub od arabskiego míhal, oznaczającego zgromadzenie.
5. Mafia ma być skrótem od Mazzini Autorizza Furti, Incendi, Avvelamenti. Otóż przywódca Risorgimento – Giuseppe Mazzini był bliskim sojusznikiem Giuseppe Garibaldiego. Mazzini był zwolennikiem rozbojów, podpaleń i trucicielstwa jako sposobu walki z dynastią Burbonów. Za sprawą Garibaldiego przyłączono Sycylię do nowo powstałego państwa włoskiego. W 1860 roku oddziały Garibaldiego (Czerwone Koszule) wylądowały na Sycylii. Wśród nich było około dwustu picciotti – młodych ludzi (na wpół wieśniaków, na wpół rozbójników), którzy mieli swoje kryjówki na wyspie wśród skał wapiennych (ar. maha). Piccotti Garibaldiego nazwani byli – squadri della mafia[6].

### Najwięksi sycylijscy mafiosi
- Don Vito Cascio Ferro – pierwszy Capo di tutti capi
- Calogero Vizzini(inne języki) z Villalby
- Michele Navarra(inne języki) z Corleone
- Luciano Leggio z klanu Corleone, odpowiadał za wyeliminowanie swojego szefa Michele Navarry, zwycięzca w wielkiej wojnie klanów
- Michele Greco z Ciaculli
- Giuseppe Genco Russo – zastępca Vizziniego, po jego śmierci capo di tutti capi mafii sycylijskiej, uczestnik Szczytu w Palermo
- Salvatore Riina – podwładny Leggii, przewodził mafii od 1974 r. po tym jak aresztowano Leggię
- Bernardo Provenzano – bliski współpracownik Riiny, członek klanu Corleone
- Stefano Bontate – zginął w trakcie Wielkiej Wojny Klanów, zastrzelony 23 kwietnia 1981 r.
- Salvatore Inzerillo – jw., zastrzelony 11 maja 1981 r., uchodził za heroinowego króla Palermo
- Tommaso Buscetta – największy w dziejach mafii pentiti (skruszony)
- Gaetano Badalamenti – przewodniczący Komisji mafii sycylijskiej, usunięty ze stanowiska w 1978 r., jeden ze skazanych w Procesie Pizza Connection, zmarł 29 kwietnia 2004 r.

## Mafia amerykańska
W XIX wieku wielu Sycylijczyków wyjechało do Ameryki, a wraz z nimi wzorce ze starego państwa, które przyczyniły się do powstania zjawiska określanego mianem la cosa nostra – „nasza sprawa”. Na przełomie XIX i XX wieku, a także później, gangi włoskie konkurowały z gangami irlandzkimi i żydowskimi (zob. konferencja w Atlantic City), ale też z nimi współpracowały, gdy stawało się to opłacalne dla każdej ze stron.
Mafia na początku XX wieku rozwinęła się w USA o wiele lepiej niż na rodzimej Sycylii, a miasta takie jak Chicago czy Nowy Jork były wręcz rządzone przez mafie. Duży wpływ na rozwój zorganizowanej przestępczości miała uchwalona prohibicja. To dzięki tej poprawce do konstytucji mafiosi dorabiali się nielegalnie dużych fortun i zyskali wpływy w świecie polityki i finansów.
Najsłynniejszymi gangsterami tego okresu są Al Capone, Frank Costello, Salvatore „Szczęściarz Luciano” Lucania, Albert Anastasia i Vito Genovese. Mafia zajmowała się wówczas głównie przemytem i handlem alkoholem, nielegalnym hazardem i prostytucją, jednak po wojnie nastąpiło wiele zmian i wyżej wymienione interesy przestały być aż tak dochodowe.
W latach 20. za czołowych bossów świata przestępczego uchodzili – Joe Masseria i Salvatore Maranzano. W ich szeregach pierwsze kroki stawiali późniejsi bossowie nowojorskich pięciu rodzin mafijnych.
Ich konflikt – przejęcie przywództwa nad całą mafią amerykańską – przeszedł do historii jako wojna castellammaryjska.
W 1931 roku po jej zakończeniu wykształcił się Narodowy Syndykat, w którym pierwsze skrzypce grało dwóch najważniejszych gangsterów tamtych lat – Sycylijczyk „Szczęściarz” Luciano i polski Żyd Meyer Lansky.
Co bardziej nowatorskie rodziny przerzuciły się na handel narkotykami i bronią. Jednak niektóre rodziny pozostały przy tradycyjnych interesach do końca lat 60. W latach 60. mafia opanowała przemysł filmowy w Hollywood i kasyna w Las Vegas.

### Amerykańskie rodziny mafijne
| Miasto                          | Organizacja                                                        |
| ------------------------------- | ------------------------------------------------------------------ |
| Buffalo                         | Rodzina Magaddino                                                  |
| Chicago                         | Mafia chicagowska                                                  |
| Cleveland                       | Mafia clevelandzka                                                 |
| Dallas                          | Mafia z Dallas                                                     |
| Denver                          | Rodzina Smaldone                                                   |
| Detroit                         | Mafia detroicka                                                    |
| Kansas City                     | Mafia z Kansas City                                                |
| Los Angeles                     | Rodzina z Los Angeles                                              |
| Milwaukee                       | Mafia z Milwaukee                                                  |
| Nowa Anglia                     | Rodzina Patriarca                                                  |
| New Jersey                      | Rodzina DeCavalcante                                               |
| Nowy Orlean                     | Mafia nowoorleańska                                                |
| Nowy Jork                       | Pięć rodzin nowojorskich Bonanno Colombo Gambino Genovese Lucchese |
| Północno-wschodnia Pennsylwania | Rodzina Bufalino                                                   |
| Filadelfia                      | Mafia filadelfijska                                                |
| Pittsburgh                      | Mafia pittsburska                                                  |
| Rochester                       | Mafia rochesterska                                                 |
| San Francisco                   | Mafia z San Francisco                                              |
| San Jose                        | Mafia z San Jose                                                   |
| Seattle                         | Mafia z Seattle                                                    |
| St. Louis                       | Rodzina Giordano                                                   |
| Tampa                           | Rodzina Trafficante                                                |
| Rozwiązane organizacje          |                                                                    |
| Chicago                         | Rodzina Genna                                                      |
| Cleveland                       | Syndykat clevelandzki Rodzina Porrello                             |

### Prominentni amerykańscy mafiosi pochodzenia włoskiego
- Joe Bonanno – Pierwszy don rodziny Bonanno.
- Al Capone – don Chicago z czasów prohibicji.
- Paul Castellano – don rodziny Gambino. Zamordowany na rozkaz Johna Gottiego.
- Charles „Szczęściarz” Luciano – ojciec chrzestny Nowego Jorku. Założyciel nowoczesnej mafii amerykańskiej. Pierwszy don rodziny Luciano, która obecnie nazywa się Genovese.
- Carlo Gambino – don rodziny Gambino. Przez niektórych uważany za przewodniczącego Komisja od 1957 r.
- Gaetano „Tommy” Gagliano – pierwszy don rodziny Gagliano, obecnie Lucchese.
- Sam Giancana – don mafii chicagowskiej w latach 1957–1966.
- John „Szykowny Don” Gotti – don rodziny Gambino.
- Vincent Mangano – pierwszy don rodziny Mangano, obecnie Gambino.
- Joe Profaci – pierwszy don rodziny Profaci, obecnie Colombo.
- Santo Trafficante Jr. – najbardziej wpływowy gangster na Florydzie oraz w czasach Batisty na Kubie.
- Joe „Joe Cargo” Valachi – pierwszy członek mafii, który został informatorem policji.

## Mafia włoska
Włoski publicysta i autor książki o życiu codziennym Cosa Nostra Fabrizio Calvi zdefiniował mafię w kilku słowach:

To organizacja złoczyńców, mająca na celu nielegalne bogacenie się jej członków i występująca jako pasożytniczy pośrednik, narzucony przemocą, między własnością a pracą, produkcją a konsumpcją, między obywatelem a państwem. Mafia to kapitalizm pasożytniczy, który zarabia, ale nie kreuje niczego, poza narkotykami i śmiercią.

We Włoszech istnieje wiele niezwiązanych, a często zwaśnionych organizacji o charakterze mafijnym. Dzieje się tak z uwagi na głębokie poczucie wyodrębnienia poszczególnych prowincji. Mafia dawniej definiowała jedynie organizacje przestępcze występujące na terenie Sycylii. Z innych ważniejszych organizacji, na obszarze Neapolu działała Camorra, zaś w obrębie Północnych Włoch Stowarzyszenie Św. Trójcy.

## Struktura

### Mafia amerykańska
Mafia amerykańska opiera się na rygorystycznej strukturze hierarchicznej. Choć podobna do swojej sycylijskiej matki, nowoczesna organizacja mafijna została stworzona przez Salvatora Maranzanę w 1931 roku. Wszyscy wtajemniczeni członkowie są mafiosami (ang. made men), co oznacza, iż pozostają nietykalni w świecie przestępczym, a każda wyrządzona im krzywda spotka się z odwetem. Wyjątkiem od reguły wtajemniczenia są współpracownicy.
Trzy najwyższe poziomy struktury to administracja, poniżej której znajdują się trzy frakcje, każda kierowana przez kapitana (wł. caporegime), przewodzącego żołnierzom i współpracownikom. Kiedy głowa rodziny wydaje decyzję, rzadko zwraca się bezpośrednio do żołnierzy – jego rozkazy są przekazywane w dół łańcucha dowodzenia. Praktyka ta ma chronić wyższe szczeble organizacji przed stróżami prawa w razie, gdyby niżsi statusem członkowie zostali złapani.
Prócz wymienionych poniżej stopni często pojawiają się inne pozycje. Panele zastępcze, składające się zwykle z 3-5 członków, które dzielą odpowiedzialności, są formowane w przypadku, gdy szef trafia do więzienia. Pozycje szefa ulicznego oraz posłańca zostały utworzone przez szefa rodziny Genovese Vincenta Gigantego.
- Szef zwany „donem” lub „ojcem chrzestnym” – rządzi niepodzielnie i ma prawo do haraczu z każdej przeprowadzonej przez rodzinę operacji. W zależności od rodziny don może być wybierany przez kapitanów; w przypadku remisu głos ma podszef. Do lat 50. XX wieku wszyscy członkowie oddawali swoje głosy, jednakże ta praktyka przyciągała zbyt duże zainteresowanie władz i została zarzucona[8]. W praktyce głosowania de facto potwierdzały wcześniejsze ustalenia, jak w przypadku wyboru Johna Gottiego w 1986 roku.
- Podszef – najczęściej wybierany przez szefa i jest drugi w kolejności łańcucha dowodzenia. Zajmuje się codziennymi obowiązkami rodziny, jak również nadzoruje co bardziej lukratywne przedsięwzięcia. Zwykle otrzymuje procent z dochodów samego szefa. Jest pierwszą osobą w linii sukcesji; często staje się „p.o. szefa” w przypadku jego pobytu w więzieniu.
- Consigliere – doradca rodziny, często widziany jako „prawa ręka szefa”. Używany jako mediator, reprezentant i pomoc podczas spotkań z innymi rodzinami. W praktyce jest trzecią najważniejszą osobą w organizacji, tradycyjnie najbardziej doświadczoną, znającą tajniki działania. Na to stanowisko szef najczęściej wybiera osobę, której może zaufać.
- Kapitan (wł. caporegime lub capo) zwany także „szyprem” – jest dowódcą grupy przestępców. Każda grupa (często nazywana „załogą”; ang. crew) liczy sobie od 10 do 20 żołnierzy oraz sporą liczbę współpracowników. Kapitan jest wybierany przez szefa i spełnia rozkazy jego lub podszefa; przekazuje im także procent zarobków swoich oraz wiedzionej grupy i jest odpowiedzialny za wykonywanie wszelkich zleconych zadań. Przy wymuszeniach to zwykle capo kontroluje infiltrację lokalnych unii pracowniczych. Czasem kapitan staje się na tyle potężny, iż ma na podorędziu większą władzę niż jego przełożeni (jak było w przypadku Sammy’ego Gravany, należącego do rodziny Gambino, czy Anthony’ego Coralli(inne języki), który po śmierci swojego szefa założył własną rodzinę).
- Żołnierz (wł. soldato) – żołnierzami tradycyjnie mogą zostać tylko mężczyźni o całkowicie włoskim rodowodzie; dzisiaj jednak rodziny przyjmują także pół-Włochów po mieczu. Po przejściu ceremonii wprowadzającej gangster staje się nietykalny – na jego wyeliminowanie potrzebna jest zgoda szefa. Kiedy rodzina zaczyna przyjmować nowych członków, może zarekomendować obiecującego współpracownika. Żołnierze wykonują podstawowe prace rodziny – napady, morderstwa, wymuszenia, zastraszenia itp. W zamian zyskują intratne nielegalne przedsięwzięcia i mają dostęp do rodzinnych koneksji oraz władzy.

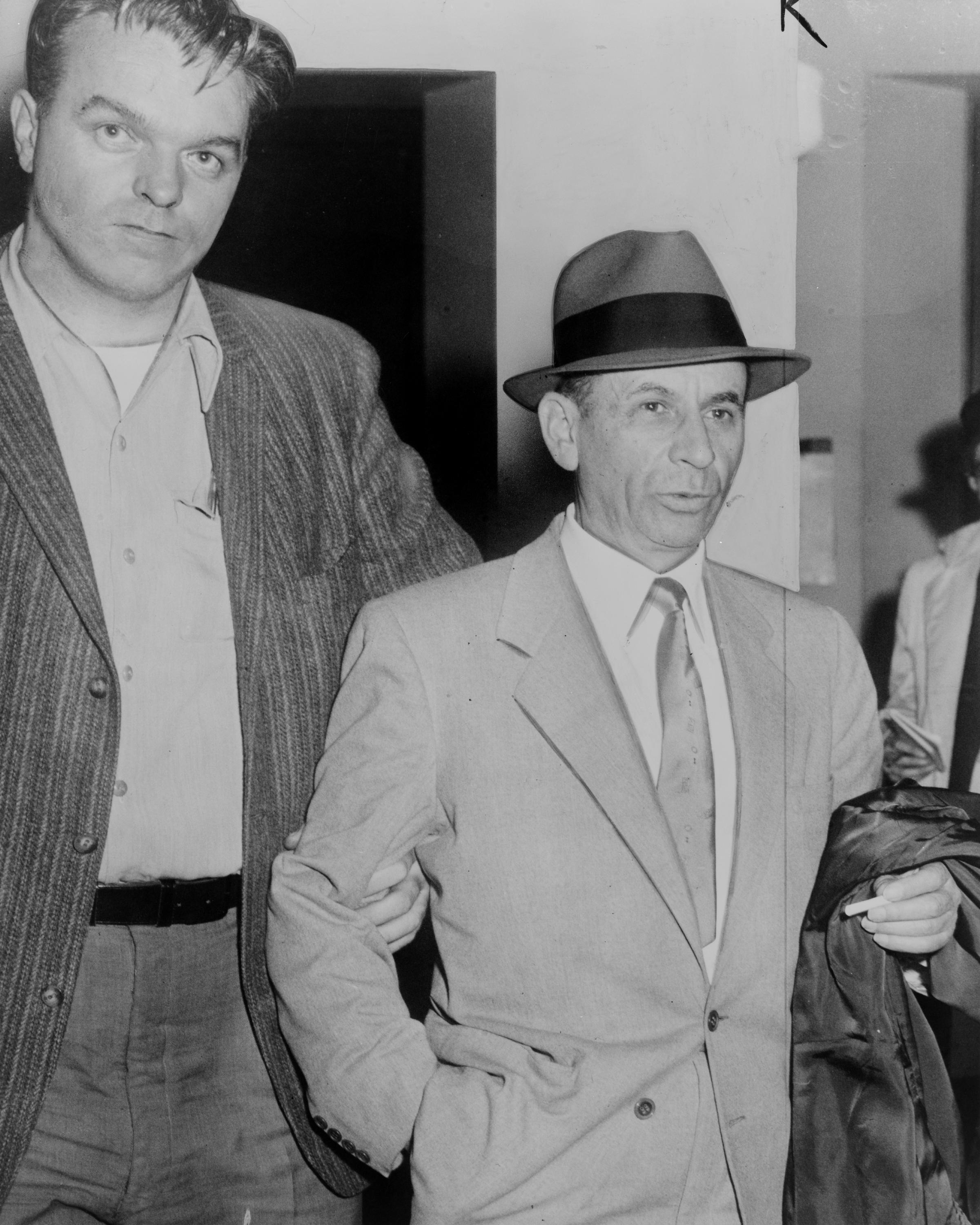
Meyer Lansky (po prawej), żydowski współpracownik „Szczęściarza” Luciany mimo niskiego statusu miał wielki wpływ na formowanie się amerykańskiej mafii.

- Współpracownik – nie jest członkiem mafii, ale pracuje dla rodziny przestępczej. Może spełniać wiele funkcji – od bycia gońcem do wspierania działań żołnierzy. Każdy mafioso rozpoczyna karierę w rodzinie jako współpracownik i zasłużywszy się, może zostać wtajemniczony, kiedy rozpoczyna się rekrutacja. Współpracownikami mogą być nie tylko zwykli przestępcy, ale również skorumpowani związkowcy lub biznesmeni[8]. Nie-Włosi nie są w stanie zajść wyżej niż ten poziom, choć wielu z nich, jak Meyer Lansky, Bugsy Siegel, Murray Humphreys(inne języki), czy James Burke(inne języki) staje się bardzo wpływowymi osobistościami, co łączy się z szacunkiem faktycznych mafiosów.

### Mafia sycylijska
W 1984 roku Tommaso Buscetta opisał prokuraturze strukturę władzy mafijnego klanu. Na czele każdego klanu stoi „szef” (wł. capofamiglia lub rappresentante), wspomagany przez podszefa (wł. sotto capo) i nadzorowany przez doradcę (wł. consigliere). Zarządza on grupami (wł. decina) około 10 żołnierzy (wł. soldati lub operai). Każda decina jest wiedziona przez kapitana (wł. capodecina; czasem caporegime).
Faktyczna struktura może się różnić. Pomimo nazwy decina oznaczającej „dziesiątkę” liczba żołnierzy doń przynależącej może się wahać od 10 do 30. Niektóre klany są tak małe, iż nie posiadają „dziesiątek”, ani kapitanów, zaś w dużych klanach niektórzy żołnierze znajdują się pod bezpośrednim dowództwem szefa.
Szef jest zwykle wybierany przez żołnierzy, choć zdarzają się i agresywne sukcesje. Z powodu niewielkich rozmiarów, ma zwykle bliski kontakt ze wszystkimi członkami i nie otrzymuje dużych profitów związanych z nielegalnymi przedsięwzięciami, jak to się dzieje w przypadku mafii amerykańskiej. Jego kadencja jest również krótka – wybory odbywają się co roku, przez co niekompetentni lub nielubiani szefowie zostają szybko odsunięci od władzy.
Podszef jest zwykle wybierany przez szefa. Jest najbardziej zaufaną „prawą ręką” i drugą osobą w kolejności. Jeśli szef zostaje zabity lub uwięziony, przejmuje funkcję lidera.
Doradca (consigliere) klanu jest również wybierany corocznie. Jednym z jego zadań jest nadzorowanie akcji szefa oraz podwładnych, zwłaszcza w kwestiach finansowych (zapobiega przywłaszczeniom). Aby spełniać swoją rolę, consigliere musi być bezstronny i odporny na naciski.
Cosa Nostra żywo opiera się na działaniach współpracowników. Są nimi ludzie, którzy wspierają klan lub klany, jednak nie są traktowani jako członkowie; wśród nich znaleźć można skorumpowanych oficjeli państwowych, biznesmenów czy przyszłych mafiosów. Przez członków klanu współpracownik uważany jest za narzędzie.
Media często czyniły odwołania do stanowiska określanego jako „szef wszystkich szefów” (wł. capo di tutti capi), który miałby dowodzić całą Cosa Nostrą. Calogero Vizzini, Salvatore Riina, czy Bernardo Provenzano byli często określani tym terminem z uwagi na rozległość swojej władzy. Faktycznie pozycja ta nie istnieje.

## Przestępczość zorganizowana w innych krajach

### Mafia rosyjska
Po rozpadzie Związku Radzieckiego w 1991 na obszarze postradzieckim powstał szereg zorganizowanych grup przestępczych, działających na styku rosyjskich służb specjalnych (FSB, GRU, SVR) i wielkiego biznesu. Nastąpiło tam tak charakterystyczne dla postkomunizmu zatarcie wyraźnych granic pomiędzy sferą interesów państwa a interesami grupowymi poszczególnych ugrupowań przestępczych. Potocznie nazwą mafia rosyjska określa się szereg gangów i organizacji przestępczych, z których największe wpływy na całym świecie posiada mafia sołncewska.

### Mafia gruzińska
Gruzińskie zorganizowane grupy przestępcze działają co najmniej od czasów ZSRR, kiedy zgromadziły kapitał podczas wojny w Afganistanie, dzięki kontraktom zawartym z instytucjami rządowymi, kontrolowały dostarczanie jedzenia i innych przedmiotów codziennego użytku na tereny objęte działaniami wojennymi. W tym czasie nawiązały one kontakty z mudżahedinami, co w późniejszym czasie przyczyniło się do przemycania narkotyków z Afganistanu do Europy Zachodniej przez ZSRR przez te grupy.
Gruzińskie organizacje przestępcze poza Gruzją działają także w dużym stopniu na terenie Rosji, gdzie współpracują z gangami czeczeńskimi, dagestańskimi czy ormiańskimi. O dużym znaczeniu Gruzinów w przestępczości zorganizowanej w Rosji może świadczyć fakt, że reprezentanci tego narodu w 1995 roku byli drugą grupą etniczną pod względem liczebności i stanowili oni 31% „złodziei w prawie” w Rosji. Ponadto podtrzymują one kontakty z gruzińskimi emigrantami w innych krajach, takich jak Stany Zjednoczone, Niemcy, Holandia, Belgia, Izrael czy Austria. Gruzińska zorganizowana przestępczość jest w ostatnich latach coraz bardziej widoczna w Polsce.
Wśród gruzińskich grup przestępczych wymienić można grupę kutaiską, tybilską i suchumską.

### Przestępczość zorganizowana w Azji Wschodniej
W Japonii działa od XVII wieku Yakuza (boryokudan), mafijna organizacja, wywodząca się od samurajów, którzy stawali w obronie słabszych w czasie wojny domowej. Grupa ta jest dziś najliczniejszą organizacją na świecie, liczy około 100 tysięcy członków.
Głównym źródłem dochodu jest handel narkotykami, hazard, przestępstwa finansowe, obrót nieruchomościami i przemyt broni.
Chińskie Triady powstały w XVII wieku w celu obalania dynastii mandżurskiej i dopiero w XIX wieku rozpoczęły działalność przestępczą. Triady składają się z około 50 osobnych organizacji. Głównym źródłem dochodu jest hazard, wymuszenia, pranie brudnych pieniędzy, handel narkotykami, lichwa, przemysł rozrywkowy, prostytucja oraz piractwo towarowe.

### Kartele kolumbijskie
Głównym źródłem dochodu karteli kolumbijskich jest produkcja i przemyt narkotyków. Największym światowym producentem i dostawcą narkotyków jest Ameryka Południowa, gdzie działa wiele organizacji mafijnych nastawionych przede wszystkim na ich produkcję i przemyt. Najważniejsze z nich pochodzą z Kolumbii. Wyróżniają się między nimi Kartel z Cali – najbardziej wpływowa organizacja handlu narkotykami, Kartel z Medellín – jeden z głównych producentów kokainy i Kartel Wybrzeża Północnego – który zajmuje się głównie przemytem narkotyków.

### Przestępczość zorganizowana w Polsce
Początki przestępczości zorganizowanej w Polsce po II wojnie światowej związane są z działaniami ekipy Edwarda Gierka początku lat 70. XX wieku, które poza kolejnymi kryzysami społeczno-ekonomicznymi, przyczyniły się znacznie do zwiększenia zagranicznych podróży Polaków. Szybko wzrosła zwłaszcza liczba wyjazdów do krajów kapitalistycznych, a poprzez turystykę handlową polskie społeczeństwo na masową skalę weszło w obieg dóbr rzadkich, a nawet luksusowych. Zaangażowanie w mikrohandel wywołało z kolei popyt na dewizy, który mógł być zapewniony jedynie poprzez czarny rynek, który wchłaniał też (m.in. poprzez handel komisowy) towary przywiezione z zagranicy. Nieoficjalny, a w zasadzie nielegalny obieg pieniądza napędzany był także różnicami cen i różnicami kursów walut między światem oficjalnym a nieoficjalnym i w kontekście tego bezprecedensowego w historii PRL-u styku między światem kapitalizmu a światem socjalizmu upatrywane są strukturalne początki zorganizowanych form działań przestępczych. Pojawiły się nowe potrzeby konsumpcyjne i nowe możliwości ich zaspokajania, a w ślad za tym popyt na dewizy, przez co wtedy pojawiły się mniej lub bardziej trwałe grupy złodziei (np. złodziei samochodów), handlarzy dewizami i innych przestępców. Kolejnym impulsem dla rozwoju obiegu dóbr i walut wymienialnych stał się rozwój central handlu zagranicznego, tzw. eksport wewnętrzny oraz pojawienie się spółek polonijnych. W tle zauważalna była zmiana podejścia milicjantów i funkcjonariuszy Służby Bezpieczeństwa PRL kontrolujących te obszary życia społecznego, co przyczyniło się do współpracy między światem przestępczym a częścią funkcjonariuszy MO i SB.
Zmiany ustrojowe zapoczątkowane w drugiej połowie lat 80. XX wieku, które przyczyniły się ostatecznie do upadku komunizmu w Polsce rozpoczęły nową erę w historii przestępczości zorganizowanej. W maju 1990 roku przy szosie katowickiej znaleziono zwłoki dwóch mężczyzn, członków grup przestępczych: „Lulka” i „Słonia”, a w lipcu tego samego roku w motelu „George” niedaleko Nadarzyna od postrzału zginął inny członek grupy przestępczej: „Szarak”. W tym samym roku zostały też rozwiązane Milicja Obywatelska i SB, a w ich miejsce zostały powstały analogicznie policja i Urząd Ochrony Państwa. Wydarzenia te stały się początkiem znanej z lat 90. XX wieku wojny polskich gangów, w której zginęło kilkadziesiąt osób.

#### Grupy przestępcze w Polsce
- gang pruszkowski
- gang wołomiński
- grupa łódzka
- grupa mokotowska
- grupa świdnicka

## Mafia w literaturze i filmie
Wizerunek typowego mafioso zmienił się dzięki Hollywood. Na początku XX wieku organizacje zwane czarną ręką (Black hand) zaczęły budzić zainteresowanie filmowców. Aby ubarwić obraz mafii, dodawano wiele szczegółów do wyglądu gangstera. W latach 30. XX wieku mafioso to człowiek w garniturze oraz w płaszczu. Jego głowę kryje kapelusz z płaskim, szerokim rondem. Bronią najbardziej kojarzoną z mafią był w owym czasie pistolet maszynowy M1928 Thompson (slangowo określany Tommy gun lub Typewriter) zasilany z magazynka bębnowego. Równie znaną bronią jest rewolwer i kastet używany przez gangsterów.

### Fikcyjne rodziny mafijne w literaturze i filmie
- Rodzina Corleone
  - Vito Corleone
  - Michael „Mike” Corleone
  - Santino „Sonny” Corleone
- Rodzina Soprano